# Virgin Voyages
A V Cruises US, LLC, fazendo negócios como Virgin Voyages, é uma empresa norte-americana de transporte marítimo sediada em Plantation, Flórida. Ela foi fundada em dezembro de 2014 como um empreendimento conjunto entre a Bain Capital e a Virgin Group. A primeira embarcação da empresa tem previsão de entrar em serviço em 2020, com outros três navios em construção.

## História
A Virgin Voyages foi fundada em 4 de dezembro de 2014, originalmente sob o nome de Virgin Cruises, a partir de um empreendimento conjunto entre o Virgin Group e a Bain Capital, com esta última proporcionando o financiamento. Sir Richard Branson, fundador do Virgin Group, afirmou na ocasião que a empresa tinha a intenção de "balançar a indústria de cruzeiros".
A companhia firmou um contrato com o estaleiro italiano da Fincantieri em junho de 2015 para a construção de seus primeiros três navios, com o valor total do negócio ficando em aproximadamente dois bilhões de dólares. As obras no primeiro navio começaram em março de 2017, enquanto a construção do segundo começou em julho de 2018. A encomenda de uma quarta embarcação foi finalizada com a Fincantieri em outubro do mesmo ano a um valor de setecentos milhões de euros.
A empresa foi renomeada para Virgin Voyages em outubro de 2016, com Branson afirmando que "o nome 'cruzeiro' é terrível, então eu não gosto disso" e prometendo "mudar os cruzeiros para valer". A empresa pretende que seus navios sejam "apenas para adultos" e com um número elevado de cabines com varanda ou vista para o mar. Scarlet Lady, a primeira embarcação da Virgin Voyages, foi lançada ao mar em fevereiro de 2019 e está prevista para entrar em serviço em agosto de 2020.

## Frota

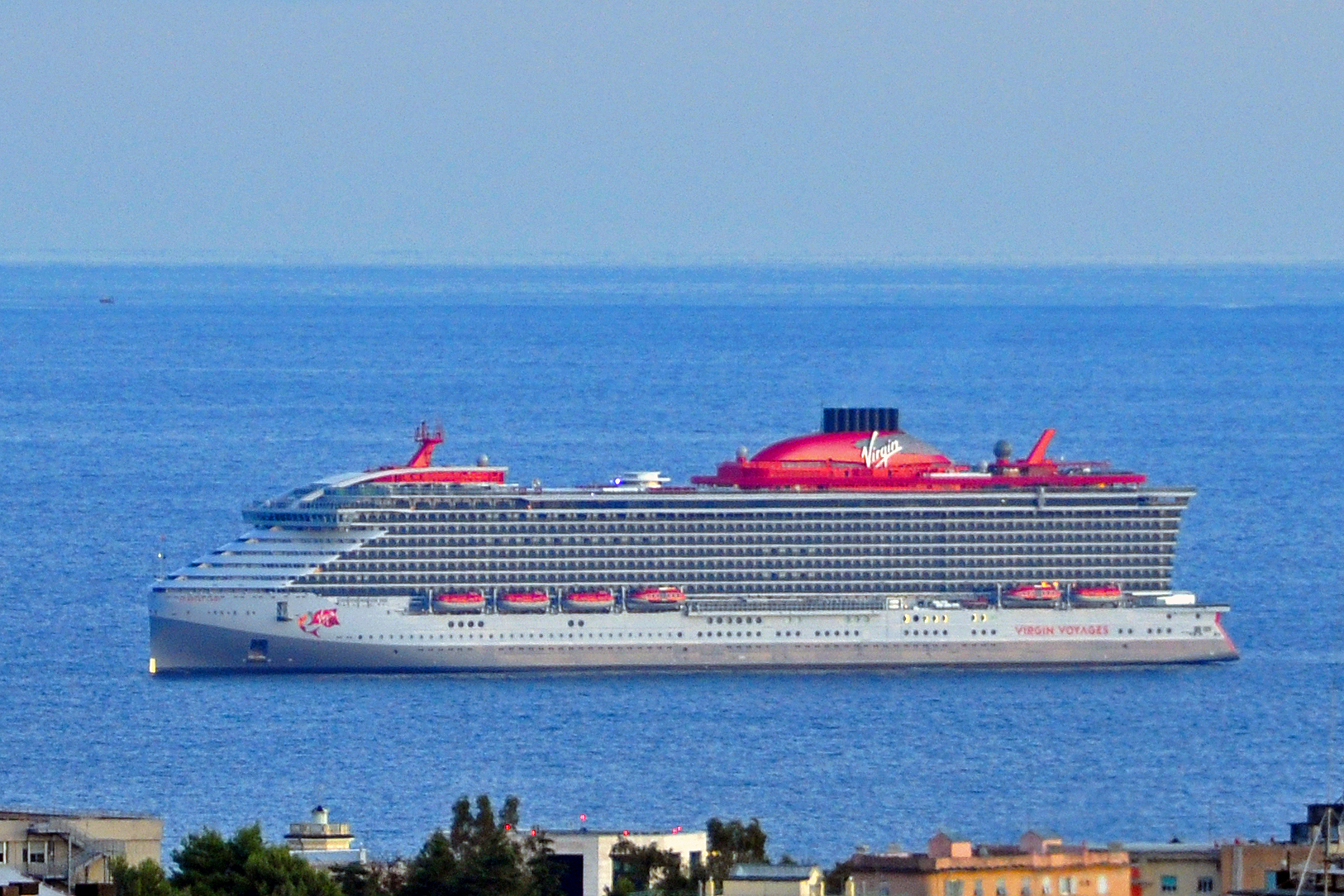
A Scarlet Lady partindo do Porto de Gênova.

| Nome         | Viagem inaugural | Tonelagem | Passageiros | Estaleiro           | Porto           |
| ------------ | ---------------- | --------- | ----------- | ------------------- | --------------- |
| Scarlet Lady | agosto de 2020   | 110 000 t | 2 700       | Fincantieri, Gênova | Nassau, Bahamas |
| Valiant Lady | maio de 2021     | 110 000 t | 2 700       | Fincantieri, Gênova | Nassau, Bahamas |
|              | 2022             | 110 000 t | 2 700       | Fincantieri, Gênova |                 |
|              | 2023             | 110 000 t | 2 700       | Fincantieri, Gênova |                 |